# أليثا سولتر
أليثا جاوش سولتير (بالإنجليزية: Aletha Jauch Solter)‏ هي أخصائية نفسية تنموية سويسرية/أمريكية (مواليد 1945) درست مع جان بياجيه في سويسرا قبل حصولها على درجة الدكتوراه في علم النفس من جامعة سانتا باربرا بكاليفورنيا، تخصصت في مجالات التعلق، الصدمات النفسية، والإنظباط اللا عقابي.
ما يميز عملها هو أنه يجمع بين مبادئ الأمومة والأبوة المرتبطة بفهم تأثير التوتر والصدمات، وبالتالي فإن عملها كما يبدو قادر على مساعدة العائلات التي تعاني من إضطرابات النوم والإنضباط والصحة العاطفية التي لم تتمكن الطرق الأخرى من تحقيق حل لها. تم إجراء دراسة تجريبية في أيرلندا لتعليم جانب واحد من التربية الوالدية للأخصائيين الاجتماعيين، الذين قاموا بعد ذلك بتدريب الآباء على تنفيذ هذا النهج. وساعد التدريب الآباء على التفاعل مع الأطفال بشكل مرح، وتعزيز الارتباط، وتعزيز التعاون، والحد من المشكلات السلوكية، وتجنب استخدام العقاب.
بِيعَ من كتابها الأول «الطفل الواعي» (The Aware Baby) أكثر من 150.000 ألف نسخة في جميع أنحاء العالم، منشوراتها اللاحقة هي : الإتصال التعاوني (Cooperative and Connected) ، الدموع ونوبات الغضب (Tears and Tantrums) ، تربية الأطفال بلا أدوية (Raising Drug-Free Kids) ، التعلّق باللعب (Attachment Play).
في العام 1990، أسست معهد علم الأمومة والأبوة (Aware Parenting) ، وهو منظمة عالمية بمدربين معتمدين في بلدان عديدة، وقد قادت ورش عمل للآباء والمهنيين في 18 دولة.

## الكتب المنشورة
ألفت أليثا سولتر ستة كتب عن الأبوة والأمومة، والتي تُرجمت إلى العديد من اللغات.
- The aware baby [الطفل الواعي] (بالإنجليزية) (Rev. ed ed.). Goleta, Calif.: Shining Star Press. 2001. ISBN:0-9613073-7-4. OCLC:46790798. Archived from the original on 2021-11-20. {{استشهاد بكتاب}}: |طبعة= يحتوي على نص زائد (help)
- Cooperative and connected : helping children flourish without punishment or rewards (بالإنجليزية) (First printing ed.). Goleta, California. ISBN:978-0-9613073-9-4. OCLC:1044694905. Archived from the original on 2022-02-06.
- Tears and tantrums : what to do when babies and children cry (بالإنجليزية). Goleta, Calif.: Shining Star Press. 1998. ISBN:0-9613073-6-6. OCLC:38274303. Archived from the original on 2022-06-02.
- Raising drug-free kids : 100 tips for parents. Cambridge, Mass.: Da Capo Press, a member of the Perseus Books Group. 2006. ISBN:978-0-7382-1074-2. OCLC:70122462. مؤرشف من الأصل في 2020-12-11.
- Attachment play : how to solve children's behavior problems with play, laughter, and connection. Goleta, Calif.: Shining Star Press. 2013. ISBN:978-0-9613073-8-7. OCLC:820120010. مؤرشف من الأصل في 2021-11-20.